# Sistem de ecuații diferențiale
În matematică un sistem de ecuații diferențiale este o mulțime finită de ecuații diferențiale. Un astfel de sistem poate fi fie liniar⁠(d), fie neliniar⁠(d). De asemenea, un astfel de sistem poate fi fie un sistem de ecuații diferențiale ordinare, fie un sistem de ecuații cu derivate parțiale.

## Sistem de ecuații diferențiale liniare
Ca orice sistem de ecuații, un sistem de ecuații diferențiale liniare se spune că este supradeterminat⁠(d) dacă există mai multe ecuații decât necunoscute. Ca un sistem supradeterminat să aibă o soluție, trebuie să satisfacă condițiile de compatibilitate. Fie, de exemplu, sistemul:
{\displaystyle {\frac {\partial u}{\partial x_{i}}}=f_{i},1\leq i\leq m.}
Atunci condițiile necesare pentru ca sistemul să aibă o soluție sunt:
{\displaystyle {\frac {\partial f_{i}}{\partial x_{k}}}-{\frac {\partial f_{k}}{\partial x_{i}}}=0,1\leq i,k\leq m.}

## Sistem neliniar de ecuații diferențiale
Poate cel mai faimos exemplu de sistem neliniar de ecuații diferențiale este sistemul format din ecuațiile Navier–Stokes. Spre deosebire de cazul liniar, existența unei soluții a unui sistem neliniar este o problemă dificilă.

## Sistem diferențial
Un sistem diferențial este un mijloc de a studia un sistem de ecuații cu derivate parțiale folosind idei geometrice, cum ar fi forme diferențiale și câmpuri vectoriale.
De exemplu, condițiile de compatibilitate ale unui sistem supradeterminat de ecuații diferențiale pot fi exprimate succint prin forme diferențiale (adică, pentru a fi exact, o formă trebuie să fie închisă).